# Voile aux Jeux olympiques d'été de 2012 – Finn hommes
Pour un article plus général, voir Voile aux Jeux olympiques d'été de 2012.
Navigation
Pékin 2008 Rio de Janeiro 2016
L'épreuve de finn hommes des Jeux olympiques d'été de 2012 a lieu du 29 juillet au 5 août à Weymouth et Portland.

## Médaillés
| Or          | Argent                 | Bronze          |
| Ben Ainslie | Jonas Høgh-Christensen | Jonathan Lobert |

## Qualification
Pour cette épreuve, les athlètes se sont qualifiés soit grâce aux championnats du monde 2011 qui attribuaient 75 % des places ou à ceux de 2012 qui attribuaient 25 % de places. Aussi, la Grande-Bretagne en tant que pays hôte est-elle qualifiée pour toutes les épreuves.

## Format de la compétition
Cette épreuve comprend une série de régates. Des points sont attribués à chaque régate : un point pour le vainqueur, deux points pour le bateau en deuxième position et ainsi de suite. Après les 10 premières régates, les points attribués à chaque concurrent dans la course où il a réalisé sa plus mauvaise performance sont retirés et les points restants sont additionnés. Les 10 athlètes avec les meilleurs scores disputent la course pour la médaille, dont les points comptent double : deux points pour la première place, quatre points pour la deuxième place et ainsi de suite. Le total des points obtenus à l’issue de la course de médaille détermine le classement, ainsi l'athlète ayant le score le plus bas est déclaré vainqueur.

## Calendrier
Toutes les heures sont en British Summer Time (UTC+1).
| Date                     | Temps   | Tour                    |
| ------------------------ | ------- | ----------------------- |
| Dimanche 29 juillet 2012 | 13 h 00 | Course 1 et 2           |
| Lundi 30 juillet 2012    | 13 h 00 | Course 3 et 4           |
| Mardi 31 juillet 2012    | 13 h 00 | Course 5 et 6           |
| Jeudi 2 août 2012        | 13 h 00 | Course 7 et 8           |
| Vendredi 3 août 2012     | 13 h 00 | Course 9 et 10          |
| Dimanche 5 août 2012     | 14 h 00 | Course pour la médaille |

## Résultats
| Rang                                | Athlète                | Pays               | Course | Course   | Course | Course | Course | Course | Course | Course | Course | Course | Course | Points | Points |
| Rang                                | Athlète                | Pays               | 1      | 2        | 3      | 4      | 5      | 6      | 7      | 8      | 9      | 10     | CM*    | Total  | Nets   |
| ----------------------------------- | ---------------------- | ------------------ | ------ | -------- | ------ | ------ | ------ | ------ | ------ | ------ | ------ | ------ | ------ | ------ | ------ |
| Médaille d'or, Jeux olympiques      | Ben Ainslie            | Grande-Bretagne    | 2      | 2        | 6      | 12     | 4      | 3      | 1      | 3      | 6      | 1      | 18     | 58     | 46     |
| Médaille d'argent, Jeux olympiques  | Jonas Høgh-Christensen | Danemark           | 1      | 1        | 2      | 7      | 1      | 2      | 8      | 4      | 5      | 3      | 20     | 54     | 46     |
| Médaille de bronze, Jeux olympiques | Jonathan Lobert        | France             | 9      | 4        | 4      | 2      | 6      | 7      | 5      | 10     | 3      | 7      | 2      | 59     | 49     |
| 4                                   | Pieter-Jan Postma      | Pays-Bas           | 5      | 10       | 3      | 4      | 20     | 13     | 2      | 2      | 1      | 2      | 10     | 72     | 52     |
| 5                                   | Ivan Kljaković         | Croatie            | 3      | 3        | 7      | 9      | 5      | 6      | 3      | 7      | 4      | 10     | 8      | 65     | 55     |
| 6                                   | Vasilij Žbogar         | Slovénie           | 8      | 6        | 5      | 3      | 8      | 5      | 9      | 6      | 2      | 6      | 14     | 72     | 63     |
| 7                                   | Dan Slater             | Nouvelle-Zélande   | 7      | 11       | 1      | 6      | 17     | 11     | 6      | 15     | 8      | 14     | 4      | 100    | 83     |
| 8                                   | Rafael Trujillo        | Espagne            | 12     | 12       | 12     | 23     | 7      | 4      | 15     | 1      | 13     | 4      | 6      | 109    | 86     |
| 9                                   | Daniel Birgmark        | Suède              | 17     | 5        | 14     | 1      | 9      | 9      | 10     | 12     | 10     | 8      | 12     | 107    | 90     |
| 10                                  | Tapio Nirkko           | Finlande           | 11     | 13       | 8      | 5      | 3      | 12     | 4      | 5      | 15     | 17     | 16     | 109    | 92     |
| 11                                  | Deniss Karpak          | Estonie            | 14     | 9        | 11     | 11     | 11     | 1      | 7      | 13     | 11     | 11     | *      | 99     | 85     |
| 12                                  | Zach Railey            | États-Unis         | 10     | 15       | 13     | 17     | 2      | 8      | 12     | 8      | 12     | 19     | *      | 116    | 97     |
| 13                                  | Brendan Casey          | Australie          | 25 DNF | 7        | 16 DPI | 15     | 10     | 17     | 19     | 9      | 9      | 5      | *      | 131    | 106    |
| 14                                  | Ioánnis Mitákis        | Grèce              | 4      | 21       | 10     | 8      | 25 OCS | 10     | 20     | 19     | 7      | 9      | *      | 133    | 108    |
| 15                                  | Greg Douglas           | Canada             | 16     | 23       | 16     | 13     | 12     | 18     | 13     | 17     | 20     | 12     | *      | 160    | 137    |
| 16                                  | Piotr Kula             | Pologne            | 25 DSQ | 16       | 17     | 16     | 13     | 20     | 25 OCS | 11     | 14     | 16     | *      | 173    | 148    |
| 17                                  | Eduard Skornyakov      | Russie             | 13     | 8        | 22     | 14     | 19     | 22     | 16     | 16     | 22     | 22     | *      | 175    | 153    |
| 18                                  | Alican Kaynar          | Turquie            | 18     | 14       | 18     | 18     | 25 DNE | 14     | 11     | 22     | 16     | 20     | *      | 176    | 154    |
| 19                                  | Oleksiy Borysov        | Ukraine            | 21 RDG | 18.6 RDG | 19     | 19     | 15     | 19     | 23     | 14     | 17     | 18     | *      | 183.6  | 160.6  |
| 20                                  | Jorge Zarif            | Brésil             | 15     | 20       | 15     | 20     | 16     | 24     | 14     | 21     | 19     | 21     | *      | 185    | 161    |
| 21                                  | Michal Maier           | République tchèque | 19     | 18       | 21     | 10     | 18     | 23     | 18     | 20     | 23     | 15     | *      | 185    | 162    |
| 22                                  | Filippo Baldassari     | Italie             | 20     | 22       | 24     | 21     | 14     | 21     | 17     | 18     | 18     | 13     | *      | 188    | 164    |
| 23                                  | Florian Raudaschl      | Autriche           | 6      | 19       | 23     | 24     | 25 OCS | 15     | 21     | 24     | 24     | 23     | *      | 204    | 179    |
| 24                                  | Gong Lei               | Chine              | 25 OCS | 17       | 20     | 22     | 25 OCS | 16     | 23     | 23     | 21     | 24     | *      | 215    | 190    |

- *CM : course aux médailles